# Arthur Forissier
Arthur Forissier (* 1994) ist ein französischer Triathlet, Europameister (2015) und ITU-Weltmeister Cross-Triathlon (2019). 

## Werdegang
Arthur Forissier ist seit 2010 als Triathlet aktiv. 
Im Juni 2014 wurde er auf Sardinien Vize-Europameister Cross-Triathlon und im Juli 2015 Europameister Cross-Triathlon.
2018 wurde er Französischer Meister Cross-Triathlon und er konnte diesen Titel 2019 erfolgreich verteidigen.

### ITU-Weltmeister Cross-Triathlon 2019
Im April 2019 wurde er in Spanien ITU-Weltmeister Cross-Triathlon. Forissier wird trainiert von Christophe Bastie.

## Sportliche Erfolge
| Datum/Jahr    | Rang | Wettbewerb | Austragungsort | Zeit | Bemerkung                  |
| ------------- | ---- | ---------- | -------------- | ---- | -------------------------- |
| 15. Aug. 2018 | 3    | Embrunman  | Embrun         |      | Sieger auf der Kurzdistanz |
| 15. Aug. 2017 | 1    | Embrunman  | Embrun         |      | Sieger auf der Kurzdistanz |

| Datum/Jahr    | Rang | Wettbewerb                                 | Austragungsort    | Zeit     | Bemerkung                                        |
| ------------- | ---- | ------------------------------------------ | ----------------- | -------- | ------------------------------------------------ |
| 9. Juni 2019  | 1    | FRA National Championships Cross-Triathlon | Bouzigues         | 02:07:57 | Französischer Meister Cross-Triathlon            |
| 30. Apr. 2019 | 1    | ITU Cross Triathlon World Championships    | Pontevedra        | 01:48:21 | ITU-Weltmeister Cross-Triathlon                  |
| 21. Apr. 2019 | 2    | Xterra Greece                              | Plastiras-Stausee |          |                                                  |
| 2. Sep. 2018  | 1    | FRA Cross Triathlon National Championships | Val-Revermont     | 01:49:02 | Französischer Meister Cross-Triathlon            |
| 1. Juli 2018  | 2    | Xterra France                              | Xonrupt           |          |                                                  |
| 23. Juni 2018 | 1    | Xterra Switzerland                         | Les Charbonnières |          |                                                  |
| 29. Apr. 2018 | 1    | Xterra Greece                              | Plastiras-Stausee |          |                                                  |
| 23. Aug. 2017 | 3    | ITU Cross Triathlon World Championship U23 | Penticton         |          | U23-Weltmeisterschaft Cross-Triathlon            |
| 2. Juli 2017  | 3    | Xterra France                              | Xonrupt           |          |                                                  |
| 24. Juni 2017 | 1    | Xterra Switzerland                         | Les Charbonnières |          |                                                  |
| 19. Juli 2015 | 1    | ETU Cross Triathlon European Championships | Schluchsee        | 02:33:12 | Europameister Cross-Triathlon                    |
| 27. Juni 2015 | 1    | Xterra Switzerland                         | Les Charbonnières |          |                                                  |
| 1. Juni 2014  | 2    | ETU Cross Triathlon European Championships | Orosei            | 02:18:12 | Vize-Europameister Cross-Triathlon auf Sardinien |

(DNF – Did Not Finish)